# 黑人意識日
在巴西，每年的11月20日是黑人意识日（葡萄牙语：Dia da Consciência Negra），在这一天會舉辦慶祝活動，以便讓黑人意识到自身的巨大价值和对国家的贡献。 
自1960年代以来，黑人意识日的當天一直有慶祝活動，且活動規模逐漸擴大。最初，黑人意識日是在5月13日舉行，當天是巴西废除奴隶制的日子。后来为了悼念祖比·帕尔马雷斯的逝世，黑人意識日改在11月20日举行，有时當天也被称为祖比日。在阿拉戈斯州、亚马孙州、阿馬帕州、马托格罗索州和里約熱內盧州，这一天是法定假日。